# 1879 (numero)
Milleottocentosettantanove (1879) è il numero naturale dopo il 1878 e prima del 1880.

## Proprietà matematiche
- È un numero dispari.
- È un numero primo.
  - È un numero primo gemello (con 1877).
- È un numero omirp.
- È un numero difettivo.
- È un numero palindromo nel sistema di numerazione binario e nel sistema numerico esadecimale.
- È un numero ondulante nel sistema di numerazione esadecimale.
- È un numero nontotiente in quanto dispari e diverso da 1.
- È un numero fortunato.
- È un numero congruente.
- È un numero malvagio.
- È un numero intero privo di quadrati.
- È parte della terna pitagorica (1879, 1765320, 1765321).

## Astronomia
- 1879 Broederstroom è un asteroide della fascia principale del sistema solare.

## Astronautica
- Cosmos 1879 è un satellite artificiale russo.